# Biblioteca ilustrada de Gaspar y Roig
La «Biblioteca ilustrada de Gaspar y Roig» es una colección de la imprenta y librería Gaspar y Roig, creada en Madrid en 1851.

## Descripción
La colección «Biblioteca ilustrada de Gaspar y Roig» se compone de varios temas que abarca una área muy amplia, tales como obras de referencia Diccionario enciclopédico de la lengua española, Historia universal de Cesare Cantù, Historia natural de Buffon, Historia general de España del padre Juan de Mariana; obras románticas de Chateaubriand; novelas clásicas como las obras de Cervantes, Manuel Fernández y González, Sophie Ristaud Cottin, Walter Scott, Julio Verne, etcétera; y también la Santa Biblia (Biblia de Scío).
En 1872, tras el fallecimiento de José Roig, la editorial cambió su nombre a “Gaspar Hermanos”. Poco después, en 1874, pasó a llamarse “Gaspar Editores”. Siete años más tarde, la editorial cesaría actividad definitivamente. 
La colección es una publicación de libros baratos de mediana calidad, a dos columnas, de apretada tipografía y márgenes escasos para reducir costes, con grabados/ilustraciones insertados en el texto. El formato, en tamaño folio buscando al lector habituado a la lectura de periódicos.